# Jewhen Horbunow
Jewhen Iwanowycz Horbunow, ukr. Євген Іванович Горбунов, ros. Евгений Иванович Горбунов, Jewgienij Iwanowicz Gorbunow (ur. 1924, ZSRR, zm. 7 sierpnia 2001 w Odessie, Ukraina) – ukraiński piłkarz, grający na pozycji napastnika, trener piłkarski.

## Kariera piłkarska
W 1946 roku rozpoczął karierę piłkarską w drużynie rezerw Dynama Kijów. Potem służył w wojskowym klubie MWO Moskwa, skąd został zaproszony do CDKA Moskwa. Rozegrał 1 mecz i w 1950 przeniósł się WMS Moskwa, który później zmienił siedzibę na Leningrad. W 1953 został zaproszony do Metałurha Odessa (potem nazywał się Charczowyk), w którym zakończył karierę w roku 1956.

## Kariera trenerska
Karierę szkoleniowca rozpoczął po zakończeniu kariery piłkarza. Po zakończeniu nauki w 1958 dołączył do sztabu szkoleniowego Czornomorca Odessa. W 1961 (do lipca) prowadził Wołyń Łuck. W 1963 pomagał Wsiewołodowi Bobrowu trenować odeski klub. W 1965 trenował Dunajeć Izmaił, a w 1966 Awtomobilist Odessa. Potem przez dłuższy czas pracował w Szkole Sportowej Czornomoreć w Odessie.
7 sierpnia 2001 zmarł w Odessie w wieku 77 lat.